# Једанаеста херцеговачка бригада НОВЈ
Једанаеста херцеговачка ударна бригада  формирана је 22. новембра 1943. године од Друге групе батаљона Десете херцеговачке ударне бригаде (3 батаљона,око 500 бораца). До половине јануара 1944. дејствовала је под називом Друга херцеговачка ударна бригада. Од формирања до краја рата била је у саставу 29. херцеговачке дивизије.

## Борбени пут
Крајем новембра водила је тешке одбрамбене борбе на правцу Невесиње-Гацко-Чемерно, успоравајући подилажење 7. СС дивизије „Принц Еуген” ,полазним положајима за операцију Кугелблиц. Од 8. до 12. децембра 11. бригада, ојачана деловима Треће херцеговачке бригаде, разбила је Гатачку четничку бригаду и напала Гацко, а 28/29. децембра заједно са Трећом херцеговачком бригадом и батаљоном Севернохерцеговачког НОП одреда уништила је фебруара 1944. немачку колону на комуникацији Билећа-Гацко, а 16. марта заузела је Љубиње и одбила два покушаја делова немачке 369. пешадијске дивизије и Љубињске и Столачке четничке бригаде да продру у ово место (28-30. марта и 5. априла). Затим се пребацила на сектор Невесиње-Гацко и у тродневним борбама (1-3. мај) учествовала у сламању напада Невесињског корпуса ЈВуО, ојачаног мањим немачким и домобранским деловима. Половином јуна 1944. у њен су састав ушле батаљони „Миро Попара” и „Вуле Скоко” расформираног Севернохерцеговачког НОП одреда. У операцији Зоненштих 13-31. јула 1944. бригада је активним дејаствима блокирала немачко-четнички гарнизон у Гацку. За време Дурмиторске операције августа 1944, у саставу 29. дивизије, 11. бригада спречила је придрање немачке 369. дивизије, усташа и четника из Херцеговине ка Црној Гори, а затим је прешла у противнапад и 2. септембра уазела Автовац, Гацко и Фазлагића Кулу. Од 9. до 11. септемра учествовала је у одбијању четничке Прве групе јуришних корпуса на ослобођено Гацко, која је намеравала да разбије или уништи 29. дивизију и продре у јужну Херцеговину и Далмацију. Пошто је главнина Прве групе јуришних корпуса скренула према Стоцу, бригада је, гонећи разбијене четничке јединице на том правцу, избила 15. септембра у рејон Улога, а сутрадан заузела Калиновик. Ојачана Коњичким и Калиновичким НОП оредом у октобру је око Калиновика водила тешке борбе са деловима Романијског и Дринског корпуса ЈВуО, а у новембру са деловима немачке 369. дивизије у Невесињском пољу, да би се у децембру поновно вратила у рејон Калиновика, ради учешћа у одбацивању Шумадијске групе четничких корпуса.
У 1945, у оквиру Мостарске и Сарајевске операције, бригада се посебно истакла у борбама за ослобођење Коњица 3. марта, Брадине 4. марта и Кисељака 7/8. априла. У саставу 29. дивизије учествовала је у операцијама Четврте армије током завршних операција за ослобођење Југославије.
Одликована је Орденом зуаслуга за народ и Орденом братства и јединства.